# Or Noir (Album)
Or Noir (deutsch: schwarzes Gold) ist das Debütalbum des französischen Rappers Kaaris. Es erschien am 21. Oktober 2013 über das Label Therapy Music. Das Album konnte in einigen französischsprachigen Ländern einen Charterfolg verbuchen. Größtenteils lässt sich das Album als „Hardcore-Rap auf Trap-Beats“ bezeichnen.

## Hintergrund
Nachdem Kaaris im Jahr 2011 Booba kennenlernte, wurde er einem größeren Publikum bekannt. Es folgte ein Gastbeitrag auf Boobas Mixtape Autopsie Vol. 4. Anschließend veröffentlichte Kaaris das Mixtape Z.E.R.O. Ebenfalls 2012, war er auf Boobas sechstem Studioalbum Futur vertreten. Durch Booba kam Kaaris unter anderem mit den Musikproduzenten Therapy sowie mit dem Videoproduzenten Chris Macari in Kontakt. Mit diesen arbeitete Kaaris von nun an auch zusammen und fing an, sein erstes Studioalbum Or Noir aufzunehmen.

## Vermarktung
Im Dezember 2012 wurde das Musikvideo zum Song Kalash (mit Booba) veröffentlicht. Anfang 2013 erschien bereits die erste Single Zoo. Ein wenig später wurde mit Binks die nächste Single veröffentlicht. Dann erschien Paradis ou enfer im September 2013 als Single, entwickelte sich anschließend zu einem Mainstream-Erfolg und lief von nun an auch im Radio, was für einen Trap-Rap-Song noch leicht ungewöhnlich war. Mit Dès le départ wurde noch im selben Monat die nächste Single veröffentlicht. Alle bis dahin erschienenen Singles konnten die französischen Top 100 erreichen und wurden lediglich digital veröffentlicht. Danach wurde noch 63 und ein wenig später der Titeltrack Or Noir ausgekoppelt. Diese erreichten aber nicht mehr die Top 100 der Singlecharts in Frankreich.

## Gastmusiker
Als einziger Gastbeitrag ist Booba vorhanden. Dies begründete Kaaris gegenüber dem Magazin Juice mit folgenden Worten: „Ganz einfach: Ich wollte den Fokus auf mich legen und mein eigenes Universum erschaffen. Features habe ich in der Vergangenheit schon mehr als genug macht. Auf meinem Debütalbum sollte es nur um mich gehen.“

## Titelliste
1. Bizon
2. Zoo
3. Ciroc
4. MBM
5. Binks
6. Je bibi
7. Bouchon de liège
8. Paradis ou enfer
9. L.E.F. (feat. Booba)
10. Dès le départ
11. Pas de remède
12. 63
13. Bébé
14. Plus rien
15. Or Noir
16. Tu me connais
17. 2 et demi
18. À la barrière (iTunes-Bonus-Track)

## Kommerzieller Erfolg
Or Noir stieg auf Platz 3 in die französischen Albumcharts ein und erhielt einige Zeit später sogar Goldstatus in Frankreich. In den belgisch-wallonischen Charts erreichte das Album Platz 12 und in der Schweiz Rang 35.
Die erste Single Zoo erreichte Platz 78, Binks und Paradis ou enfer gelangten beide auf Rang 51 der französischen Singlecharts. Außerdem schaffte es Dès le départ auf Position 43. Des Weiteren konnten die Lieder L.E.F., 63, Bizon, Je bibi, Bouchon de liège und der Titeltrack Or Noir in die erweiterten Top 200 der französischen Singlecharts einsteigen.
| ChartsChartplatzierungen | Höchstplatzierung | Wochen |
| ------------------------ | ----------------- | ------ |
| Frankreich (SNEP)        | 3 (35 Wo.)        | 35     |
| Schweiz (IFPI)           | 35 (1 Wo.)        | 1      |
| Wallonie (Ultratop)      | 12 (20 Wo.)       | 20     |

| ChartsJahrescharts (2013) | Platzierung |
| ------------------------- | ----------- |
| Frankreich (SNEP)         | 120         |

### Auszeichnungen für Musikverkäufe
| Land/Region       | Auszeichnungen für Musikverkäufe (Land/Region, Auszeichnung, Verkäufe) | Verkäufe |
| ----------------- | ---------------------------------------------------------------------- | -------- |
| Frankreich (SNEP) | 2× Platin                                                              | 200.000  |
| Insgesamt         | 2× Platin ·                                                            | 200.000  |